# Earl of Erroll

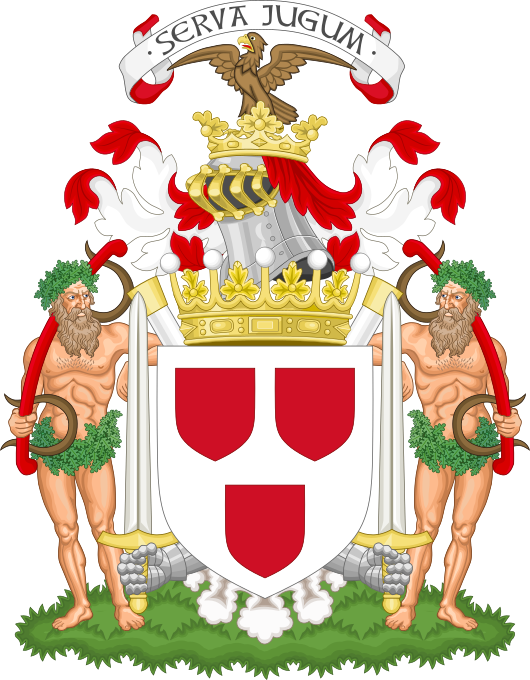
Wappen der Earls of Erroll

Earl of Erroll ist ein erblicher britischer Adelstitel in der Peerage of Scotland.
Der jeweilige Earl ist Chief des Clans Hay. Er hat das erbliche Amt eines Lord High Constable of Scotland inne und rangiert damit in der schottischen Protokollarischen Rangordnung (Order of precedence) unmittelbar nach der königlichen Familie und den höchsten Repräsentanten des Vereinigten Königreichs und von Schottland, jedoch vor allen anderen Peers. Seit 1948 hat der Earl wieder einen eigenen Herold, den Slains Pursuivant.
Familiensitz der Earls waren früher Old Slains Castle und New Slains Castle in Aberdeenshire und ist heute Woodbury Hall bei Sandy in Bedfordshire.

## Verleihung und nachgeordnete Titel
Der Titel wurde am 12. Juni 1452 für William Hay, 2. Lord Hay, geschaffen. Zusammen mit dem Earldom wurde ihm der Titel Lord Slains verliehen. Wie viele ältere schottische Titel können die Titel auf die älteste Tochter übergehen, falls keine erbberechtigten Söhne vorhanden sind.
Bereits 1437 hatte er von seinem Großvater, Sir William Hay of Erroll, den diesem spätestens im März 1430 in der Peerage of Scotland verliehenen Titel Lord Hay geerbt. Der Heir Apparent des jeweiligen Earls führt seit 1452 den Höflichkeitstitel Lord Hay.
1666 wurde dem 11. Earl von der Krone das Recht verliehen, selbst einen Titelerben zu bestimmen, wenn kein direkter Abkömmling vorhanden ist. Hiervon machte er 1674 Gebrauch, als er seinen Cousin und dessen Abkömmlinge zu Titelerben bestimmte.
Der 24. Earl erbte am 27. Februar 1985 von seinem Vater auch den Titel 12. Moncreiffe Baronet, of Moncreiffe in Perthshire, der am 30. November 1685 in der Baronetage of Nova Scotia verliehen worden war.

## Weiterer Titel
Der 18. Earl heiratete 1820 Elizabeth FitzClarence, eine uneheliche Tochter von König William IV. Um ihm einen Sitz im House of Lords zu verschaffen, der mit den schottischen Würden nicht verbunden war, wurde Hay 1831 der Titel Baron Kilmarnock verliehen. Dieser Titel, der zur Peerage of the United Kingdom gehört, kann nur in männlicher Linie verliehen werden. Nach dem Tod des 22. Earl, der eine Tochter aber keinen Sohn hatte, fiel er daher an dessen jüngeren Bruder.

## Liste der Earls of Erroll (1452)

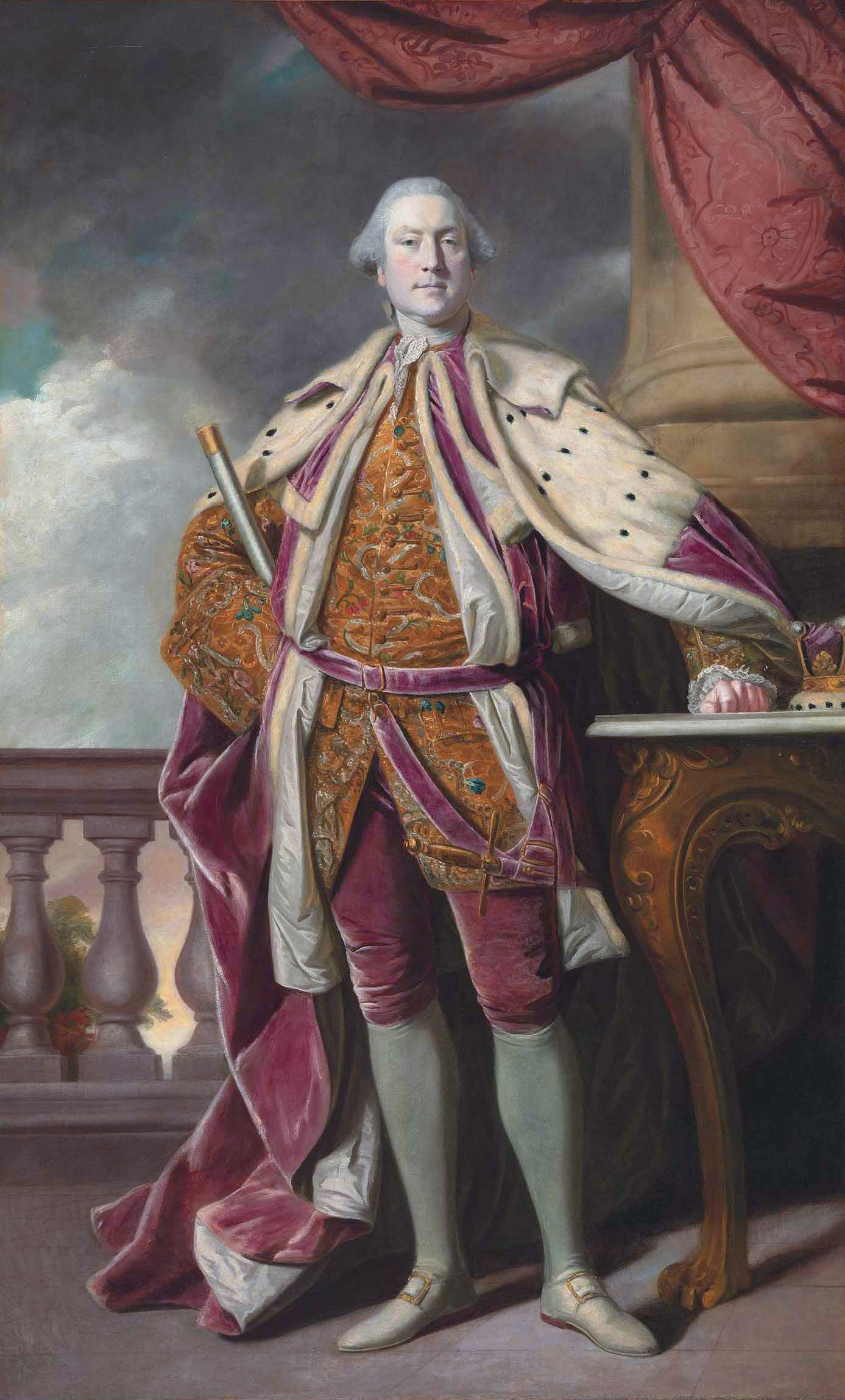
James Hay, 15. Earl of Erroll

- William Hay, 1. Earl of Erroll († um 1462)
- Nicholas Hay, 2. Earl of Erroll († 1470)
- William Hay, 3. Earl of Erroll († 1507)
- William Hay, 4. Earl of Erroll († 1513)
- William Hay, 5. Earl of Erroll (um 1495–1522)
- William Hay, 6. Earl of Erroll (um 1521–1541)
- George Hay, 7. Earl of Erroll († 1574)
- Andrew Hay, 8. Earl of Erroll († 1585)
- Francis Hay, 9. Earl of Erroll († 1631)
- William Hay, 10. Earl of Erroll († 1636)
- Gilbert Hay, 11. Earl of Erroll († 1675)
- John Hay, 12. Earl of Erroll († 1704)
- Charles Hay, 13. Earl of Erroll († 1717)
- Mary Hay, 14. Countess of Erroll († 1758)
- James Hay, 15. Earl of Erroll (1726–1778)
- George Hay, 16. Earl of Erroll (1767–1798)
- William Hay, 17. Earl of Erroll (1772–1819)
- William Hay, 18. Earl of Erroll (1801–1846)
- William Hay, 19. Earl of Erroll (1823–1891)
- Charles Hay, 20. Earl of Erroll (1852–1927)
- Victor Hay, 21. Earl of Erroll (1876–1928)
- Josslyn Hay, 22. Earl of Erroll (1901–1941)
- Diana Hay, 23. Countess of Erroll (1926–1978)
- Merlin Hay, 24. Earl of Erroll (* 1948)

Titelerbe (Heir Apparent) ist der Sohn des jetzigen Earls, Harry Thomas William Hay, Lord Hay (* 1984).